# 德國豬肝腸

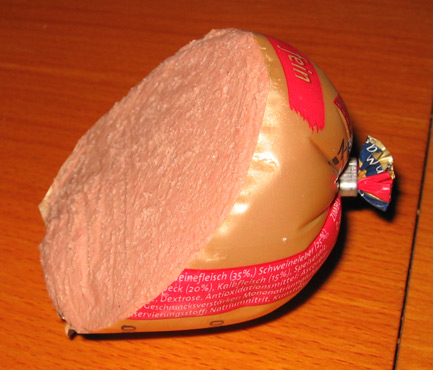
德國豬肝腸

德國豬肝腸（德語：Leberwurst、荷蘭語：Leverworst）是德國和荷蘭的一種香腸，雖然叫豬肝腸，但這種香腸通常用豬肉做，豬肝實際只有香腸大約的10-20%，但香腸有足夠和特別的豬肝口味。德國每個地區有它自己做豬肝腸的方法。
除此以外，德國有一種香腸叫Kalbsleberwurst，雖然名字翻譯小牛肝香腸，但通常不包含小牛犢的肝臟，必須含有小牛肉。